# Tablice rejestracyjne na Cyprze

Aktualny format wprowadzony w 2004 roku

Cypryjskie tablice rejestracyjne składają się z trzech liter i trzech cyfr (np. ABC 123). Ich wielkość jest podobna do brytyjskich. Aktualnie znaki muszą być czarne. Przednia tablica ma białe tło, a tylna żółte. Tablice rejestracyjne mają taką samą czcionkę, co brytyjskie, ale są zrobione z metalu, a nie z plastiku. W październiku 2010 roku wyróżnik literowy doszedł do KYK. 
W międzynarodowym kodzie samochodowym Cypr ma symbol - CY.

## System

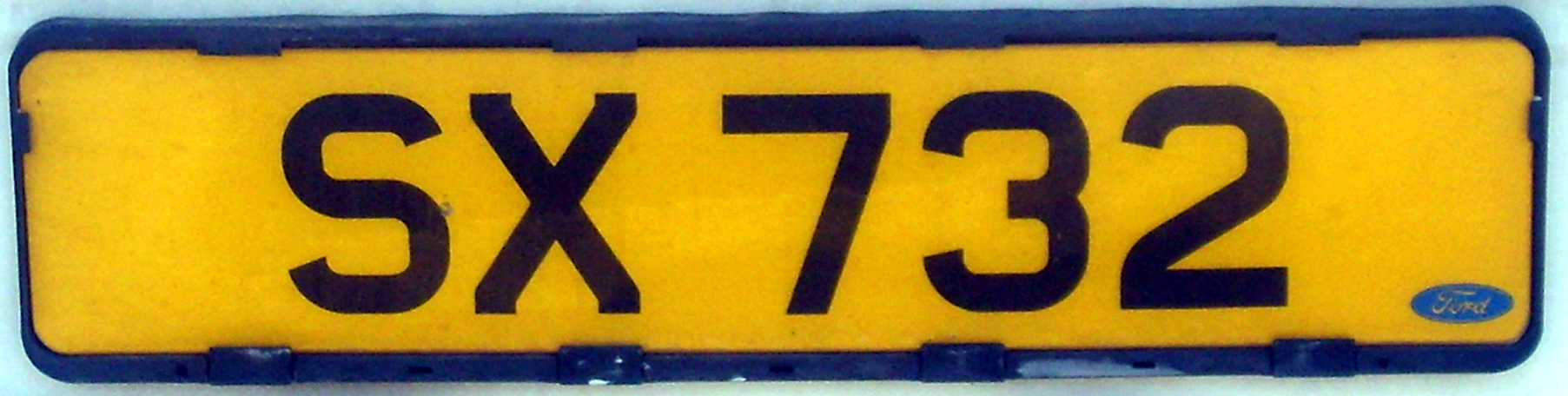
1956-1990

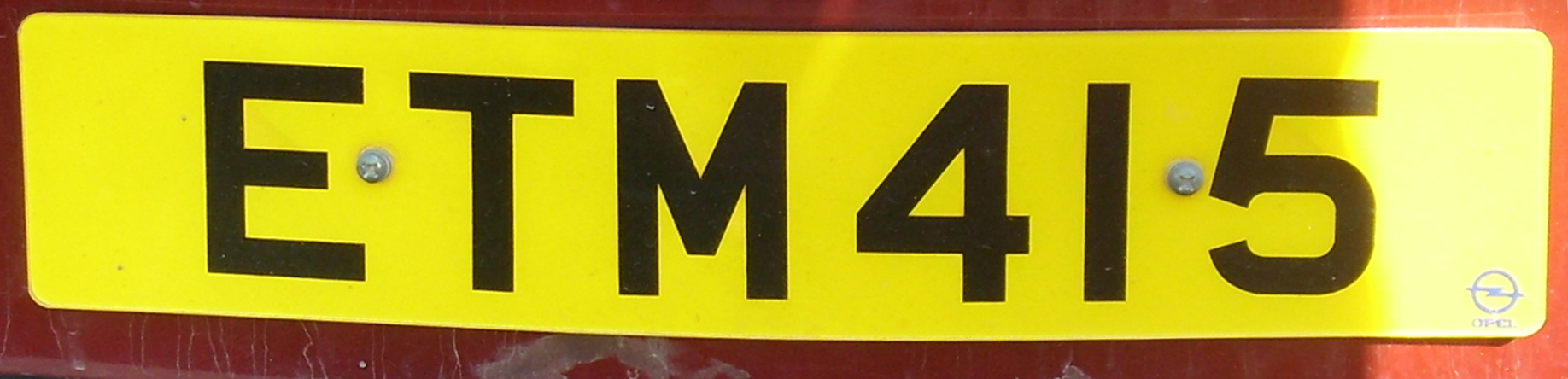
1990-2004

sprzed 1930 obie tablice
| N1234 |

N dla Nikozji
S dla Larnaki (Skala)
P dla Pafosu
L dla Limassolu
1930 do 1950 obie tablice
| 1234 |

1950 do 1956 obie tablice
| A123 |

1956 do 1973 obie tablice
| AB123 |

1973 do 1990 przednia tablica
| AB123 |

1973 do 1990 tylna tablica 
| AB123 |

1990 do 2003: przednia tablica
| ABC123 |

1990 do 2003: tylna tablica
| ABC123 |

Od 2003: przednia tablica
| ABC123 |

Od 2003: tylna tablica
| ABC123 |

## Tablice specjalne
- Samochody dealerów -

| ΔΟΚΙΜΗ 123-45 |

Składają się z napisu ΔΟΚΙΜΗ (test) czerwoną czcionką na białej tablicy i dwa zestawy cyfr, pierwszy to numer dealera, a drugi auta. Jedyne oficjalne tablice są zrobione na Cyprze.  
- Taksówki -

| ΤABC123 |

Składają się z czterech liter i trzech cyfr (np. TABC123). Pierwszą literą jest 'T', co wskazuje, że to taksówka. Reszta pochodzi z normalnych serii i mają normalne kolory.
- Auta z wypożyczalni -

| ZABC123 |

Mają czarną czcionkę i ciemnoczerwone tło, składają się z czterech liter i trzech cyfr (np. ZABC123). Pierwszą literą jest 'Z', co wskazuje, że to auto wypożyczone. Reszta pochodzi z normalnych serii.
- Ciężarówki i ich naczepy -

| 12345CT |

Składają się z pięciu cyfr i liter CT.
- Goście -

| 1234V03 |

Składają się z czterech cyfr, litery V i roku rejestracji (np. 1234V03). Po 2004 roku nie można zarejestrować samochodu jako gość, ale auta gościnne zarejestrowane przed 2004 mogą dostać podatek drogowy.
- Ciężarówki publiczne i autobusy -

| ΦΔΧ |

| ΛΔΧ |

Ciężarówki usług publicznych i autobusy mają obok tablicy rejestracyjnej drugą tabliczkę. ΦΔΧ - Φορτηγό Δημοσίας Χρήσης (ciężarówka usług publicznych) dla ciężarówek i ΛΔΧ - Λεωφορείο Δημοσίας Χρήσης (autobus usług publicznych) dla autobusów.

## Cypr Północny
Cywilne tablice na Cyprze Północnym mają dwie litery i trzy cyfry, np. AB 123. Przednie tablice są białe, tylne są żółte, jak na Południowym Cyprze, ale na Północnym Cyprze obwódki tablic są czerwone. 
Auta z wypożyczalni mają czerwone tło, czarną czcionkę, trzy litery i trzy cyfry, np. ZHZ 123.
Samochody rządowe mają trzy litery i trzy cyfr, np. RHA 123.
Taksówki mają trzy litery i trzy cyfr, jak cywilne tablice na Południowym Cyfry.
Pojazdy dyplomatyczne mają tę samą formę tablicy co cywilne, ale na zielonym tle.
Pojazdy wojskowe mają tylko numery na małej tabliczce, np. 8012352.